# الثقوب السوداء والأكوان الناشئة
الثقوب السوداء والأكوان الناشئة ومقالات أخرى هو كتاب علمي مبسط ألفه عالم الفيزياء الفلكية الإنجليزي ستيفن هوكينغ.
الكتاب هو عبارة عن مجموعة من المقالات والمحاضرات من تأليف ستيفن هوكينغ، تتحدث بشكل عام عن بناء الثقوب السوداء ولماذا يمكن أن تكون النقاط التي تنبثق منها عوالم أخرى.
يناقش هوكينغ في كتابه ترموديناميك الثقب الأسود و ميكانيكا الكم و النسبية الخاصة و النسبية العامة.
الكتاب يضم أيضاً مقابلة مع بروفيسور ستيفن هوكينغ.

## ملخص
يضمُّ الكتاب مجموعة من المقالات العلمية التي تتناول نشأة الكون ومستقبله الغامض، مروراً بأسرار الثقوب السوداء والبيضاء، ووقودهما النووي، وصولاً إلى فيزياء الكم المعقدة ونظرية أينشتاين النسبية وإمكانية السفر عبر الزمن، لتتأمل في نهاية المطاف أسئلة فلسفية حول الجبرية واختيار الإنسان، وخلْق الله لهذا الكون العظيم. هل كل شيء محتوم أم أننا نملك الإرادة الحرة؟
ستيفن هوكينج، المولود في أكسفورد عام 1942، عاش حياة مليئة بالتحديات. رغم إصابته المبكرة بمرض التصلب الجانبي الضموري، الذي توقعت الأوساط الطبية أن يقضي على حياته في بضع سنوات، استطاع هوكينج أن يتجاوز هذه التوقعات، ويستمر في الحياة حتى سن الخامسة والسبعين، محدثًا ثورة علمية من خلال أبحاثه الرائدة، حتى حظي بشرف تولي كرسي الأستاذية في جامعة كامبريدج، الذي سبق أن جلس عليه السير إسحاق نيوتن. لعل القدر قد أراد أن تكون وفاة هوكينج في يوم الاحتفال بذكرى ميلاد ألبرت أينشتاين، وكأنه إيحاء بأن إرثهما العلمي سيبقى متواصلاً عبر الأجيال.
في إحدى خطاباته الملهمة، حين سئل عن شعوره تجاه مرضه، أجاب ببساطة: "لا أشعر حياله بالكثير من المشاعر. أحاول أن أعيش حياة طبيعية قدر الإمكان، ولا أفكر في ما لا أستطيع فعله بسبب المرض، وهو ليس بالكثير في واقع الأمر". تلك الروح المتفائلة والنظرة العميقة للعالم هي ما ميزت هوكينج، وجعلت منه نموذجًا يحتذى به في الكفاح والإصرار على الإنجاز.
يخصص هوكينج في كتابه مساحة لعرض جانب من سيرته الذاتية، مسلطًا الضوء على نشأته في أسرة تنتمي إلى عائلة عريقة في الطب، حيث تعلّم منذ صغره قيم الكفاح والتفاني في سبيل العلم، بعيدًا عن مظاهر الترف الاجتماعي. كما يختتم الكتاب بحوار إذاعي شيّق أجرته معه قناة البي بي سي، وهو حوار يلقي الضوء على شخصية هوكينج وأفكاره.
أما المقالات العلمية في الكتاب، فهي تعكس عمق تفكيره وسعة أفقه. يتحدث عن أصل الكون وتاريخه، وعن الفيزياء النظرية وميكانيكا الثقوب السوداء، ويفتح أمام القارئ آفاقًا جديدة لفهم الكون عبر فيزياء الكم. يرى هوكينج أن الكون ليس مجرد لغز غامض، بل هو نظام تحكمه قوانين رياضية دقيقة، يمكن للبشر فهمها وإدراكها. يطرح هوكينج بإيمانٍ إمكانية الوصول إلى "نظرية شاملة للكون" تجعلنا سادةً لهذا الكون العظيم.
لكن، على الرغم من تفاؤله العلمي، يعترف هوكينج بوجود أزمة في تفسير بعض الجوانب الكونية، مثل "المتفردات" التي تحدث عنها أينشتاين في نظريته النسبية. هذه المتفردات، حيث الزمكان يبدأ وينتهي، تظل موضعًا للتأمل والتساؤل. يُقر هوكينج بأن النسبية العامة، رغم عظمتها، ليست قادرة على التنبؤ بالكيفية التي نشأ بها الكون عند الانفجار العظيم، وأنها بحاجة إلى إضافة علمية أخرى.
وفي مقالة بعنوان "حلم أينشتاين"، يشرح هوكينج فكرة الثقوب السوداء التي شغلت خيال العلماء والكُتّاب على مرّ العصور. يؤكد أن الضوء، الذي يسير في مسارات محددة بفعل الجاذبية، قد يجد نفسه غير قادر على الهروب من ثقب أسود، حيث تتكثف الجاذبية بشكل لا مثيل له. بل ويمضي هوكينج إلى القول بأن الثقوب السوداء قد تكون بوابات لعوالم أخرى، أكوان ناشئة تتفرّع من كوننا هذا، وقد تعود مرة أخرى لتنضم إليه.
وفيما يتعلق بالجبرية والاختيار، يرى هوكينج أن فكرة أن كل شيء محتوم ليست عملية للإنسان. في رأيه، يتعين علينا أن نؤمن بحرية إرادتنا، وأن نعتبر أنفسنا مسؤولين عن أفعالنا، لأن هذا الشعور بالمسؤولية هو ما يجعل المجتمعات تتعاون وتزدهر. بدون الإرادة الحرة، لن يتمكن البشر من مواجهة التحديات الجديدة أو خلق الفرص. وهوكينج يربط بين هذه الإرادة الحرة والتطور المجتمعي، إذ يرى أن المجتمعات التي تمنح أفرادها حرية الابتكار والتعاون هي الأقدر على البقاء والنمو.
يُظهر هوكينج نفسه كعالم فيزيائي قوي الإرادة، لا يلين أمام الصعاب. وكما قال نيوتن في قوانين الحركة: "لكل فعل رد فعل مساوٍ له في المقدار ومعاكس له في الاتجاه"، فإن هوكينج يؤكد أن العناد والإصرار هما مفتاح النجاح في حياة الإنسان، قائلاً: "لو لم أكن كذلك، لما كنت هنا الآن".

## الترجمات العربية
- الثقوب السوداء والأكوان الطفلة ومواضيع أخرى، دار طلاس للدراسات والترجمة والنشر سورية، المترجم: حاتم النجدي، 1993.[2]
- الثقوب السوداء والاكوان الناشئة ومقالات اخرى، دار التنوير للطباعة والنشر والتوزيع، المترجم: محمد إبراهيم الجندي، 2023.
- الثقوب السوداء والأكوان الطفلة ومقالات أخرى، مركز العلوم الطبيعية، المترجم: يوسف البناي، 2023.